# Minor Hotels
Minor Hotels — міжнародний власник, оператор та інвестор готелів. Налічує 550 готелів у 55 країнах Азійсько-Тихоокеанського регіону, Близького Сходу, Африки, Індійського океану, Європи та Південної Америки.

## Історія
Таїландський підприємець, який народився в Америці, Вільям Хайнеке заснував групу в 1978 році, відкривши курортний готель Royal Garden у Паттайї (пізніше перейменований на Pattaya Marriott Resort & Spa). Royal Garden Resorts був внесений до списку фондової біржі Таїланду в 1988 році.
Перша власність бренду групи — Anantara Hotels, Resorts & Spas — була відкрита в приморському містечку Таїланду Хуа Хін у 2001 році.
На момент святкування 15-річчя, 4 березня 2016 року, бренд мав 35 готелів та курортів по всій Азії, Близькому Сході, Індійському океані та Африці.

## Anantara Hotels, Resorts & Spas
Anantara була заснована в 2001 році з першим розкішним будинком у прибережному містечку Таїланду Хуа Хін. Сьогодні операційний портфель включає 39 об'єктів у всьому світі в Камбоджі, Китаї, Індонезії, Малайзії, Мальдівах, Маврикії, Мозамбіку, Омані, Португалії, Катарі, Іспанії, Шрі-Ланці, Таїланді, Тунісі, Об'єднаних Арабських Еміратах, В'єтнамі та Замбії.

## Avani Hotels & Resorts
Сестринський бренд Anantara, Avani Hotels & Resorts, був запущений в 2012 році та володіє 32 об'єктами нерухомості в Австралії, Ботсвані, Камбоджі, Індонезії, Кореї, Лаосі, Лесото, Малайзії, Мозамбіку, Намібії, Новій Зеландії, Португалії, Сейшельських островах, Шрі-Ланці, Таїланді, Об'єднаних Арабських Еміратах, В'єтнамі та Замбії.

## Oaks Hotels & Resorts
У липні 2011 року компанія Minor Hotels придбала частку в 34,4 відсотка Oaks Hotels and Resorts, Ltd. Зараз Minor Hotels контролює 54 відсотки мережі, що базується в Австралії.

## Tivoli Hotels & Resorts
У 2016 році в Португалії відбулася найбільша в історії готельна угода, коли Minor Hotel Group придбала Tivoli Hotels & Resorts, мережу готелів, яка володіє 16 об'єктами нерухомості в Португалії, Бразилії та Катарі. Загальний обсяг придбання, який ознаменував входження MHG до Європи та Латинської Америки, склав 294,2 млн євро.

## Elewana Collection
У 2015 році Minor Hotels приєдналася до африканської мережі розкішних будинків та таборів Elewana Collection, щоб додати до свого портфоліо шість таборів у Кенії.